# Osojci
Osojci (cyr. Осојци) – wieś w Bośni i Hercegowinie, w Republice Serbskiej, w gminie Derventa. W 2013 roku liczyła 101 mieszkańców.